# Ideogram

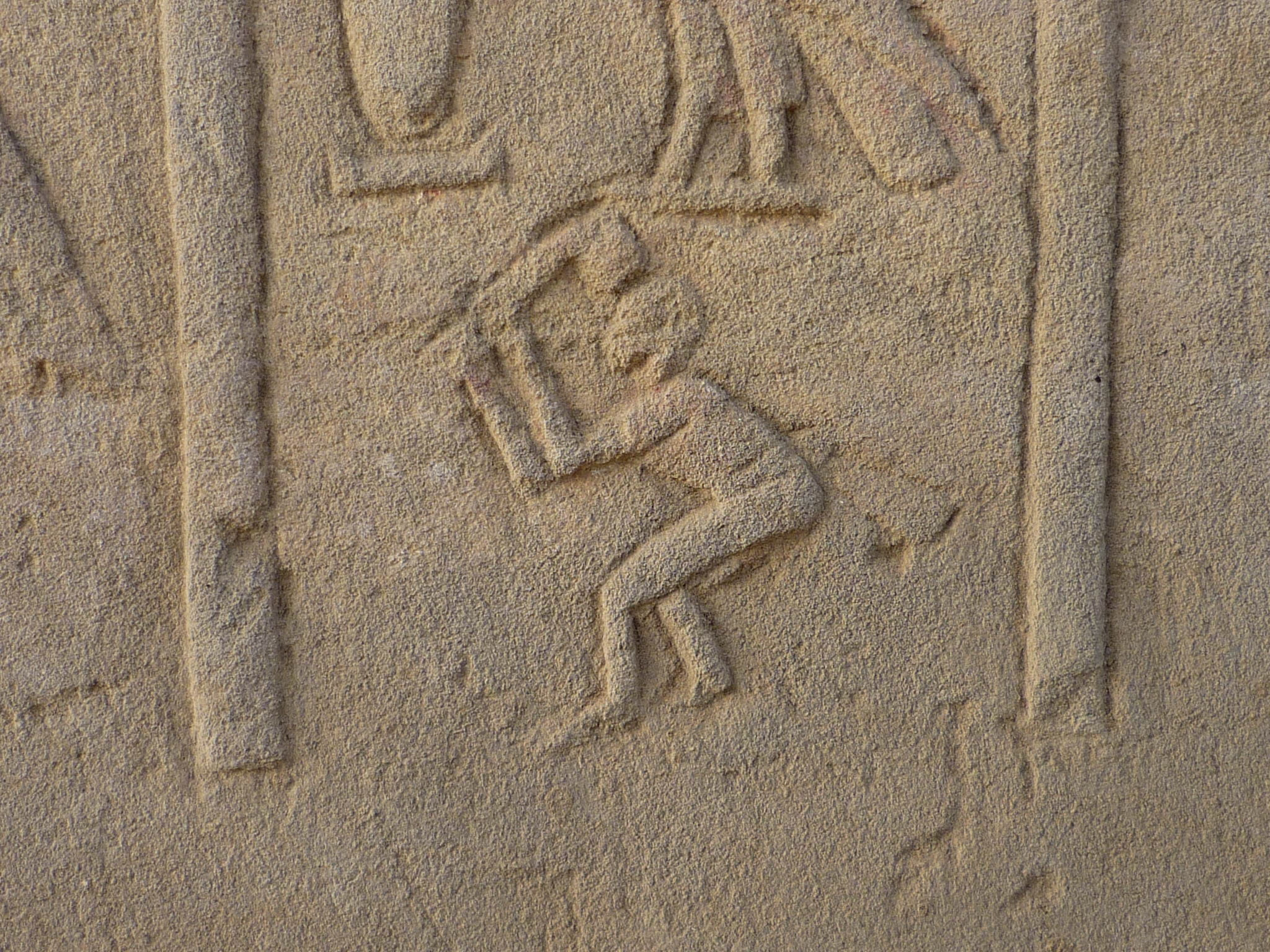
Człowiek z toporem w głowie – hieroglif oznaczający „wroga” lub „śmierć”. Płaskorzeźba ze świątyni w Luksorze

Chiński ideogram cóng przedstawiający dwie uproszczone sylwetki ludzkie koło siebie; oznacza „podążać”, „iść za”. Wersja w piśmie wielkopieczęciowym; postać współczesna 从

Ideogram (łac. idea – „prawzór” < gr. ἰδέα idéa – „kształt, wyobrażenie”; gr. γράμμα grámma – „litera, pismo”) – umowny znak graficzny, wyrażający określone pojęcie bez użycia liter. Ideogramami posługuje się współcześnie pismo chińskie, pismo japońskie i dawne pismo w Korei Południowej, a w starożytności także hieroglify egipskie i pismo klinowe. Nie informuje on o wymowie, stąd np. ten sam znak chiński może być w różnych dialektach języka chińskiego wymawiany odmiennie, zachowując swoje znaczenie.
Ideogramy wywodzą się z piktogramów: najprostsze ideogramy to obrazy istot lub przedmiotów (ideogram oznaczał konkretną rzecz wyobrażoną) lub obrazki  przedstawiające jakąś czynność np. picia. Z czasem ulegały uproszczeniu, przedstawiając czynności itp. w sposób symboliczny (np. para naszkicowanych nóg oznaczała „chodzić”).